# Vincent Wijeysingha
Tiến sĩ Vincent Wijeysingha (sinh ngày 2 tháng 5 năm 1970) là một học giả, nhà hoạt động dân sự và chính khách đến từ Singapore. Ông là thành viên Đảng Dân chủ Singapore (SDP) đối lập từ năm 2010 đến năm 2013. Ông từng là Thủ quỹ và ứng cử viên quốc hội cho cuộc tổng tuyển cử năm 2011 của đảng. Ông là chính khách đồng tính công khai đầu tiên của Singapore.

## Đầu đời và giáo dục
Cha của Wijeysingha là Eugene Wijeysingha, nguyên hiệu trưởng Cao đẳng Temasek Junior (1980-1985) và Học viện Raffles (1986-1994).
Wijeysingha học tại Trường Victoria ở Singapore, trước khi đến Anh Quốc, nơi ông theo học tại Đại học Lincoln và lấy bằng tiến sĩ về Chính sách xã hội tại Đại học Sheffield. Ông sống ở Anh gần 16 năm trước khi trở về Singapore.

## Sự nghiệp
Wijeysingha từng là Giám đốc Điều hành của Transient Workers Count Too (TWC2), một tổ chức phi chính phủ ủng hộ quyền những người lao động nhập cư được trả lương thấp. Ông cũng xuất bản các bài báo học thuật về công tác xã hội và từng là giảng viên về công tác xã hội tại Đại học SIM.

### Sự nghiệp chính trị
Vào tháng 6 năm 2013, Wijeysingha trở thành chính khách Singapore đầu tiên công khai là người đồng tính trên một diễn đàn công khai khi đăng một bài đăng trên Facebook trước sự kiện Pink Dot SG hàng năm, trong đó ông tuyên bố "vâng, tôi là người đồng tính", và "không, tôi không có chương trình nghị sự đồng tính".
Vào tháng 8 năm 2013, Wijeysingha thông báo ông sẽ từ chức SDP, nói rằng ông muốn tập trung nỗ lực để theo đuổi công việc của mình trong xã hội dân sự.